# قرار مجلس الأمن التابع للأمم المتحدة رقم 2092
قرار مجلس الأمن التابع للأمم المتحدة رقم 2092، المتخذ بالإجماع في 22 فبراير 2013.

## روابط خارجية
- نص القرار في undocs.org